# Bubalus bubalis

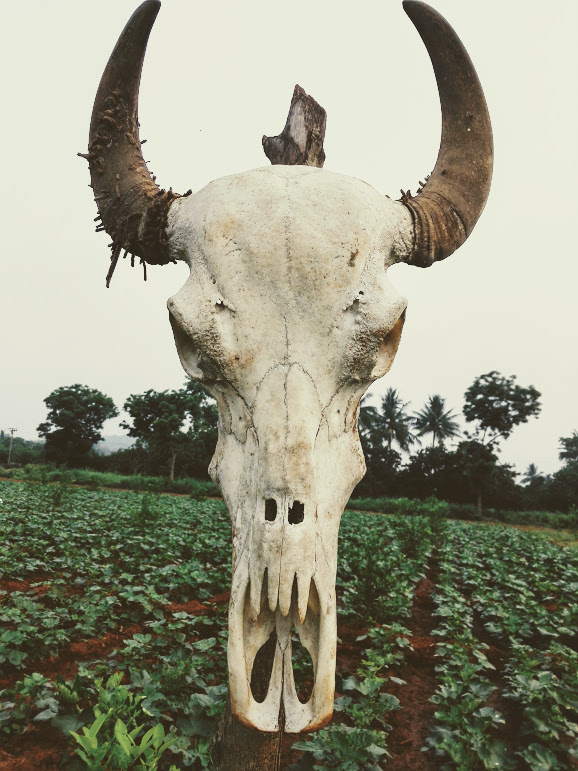
Cráneo de un búfalo de agua (Bubalus bubalis).

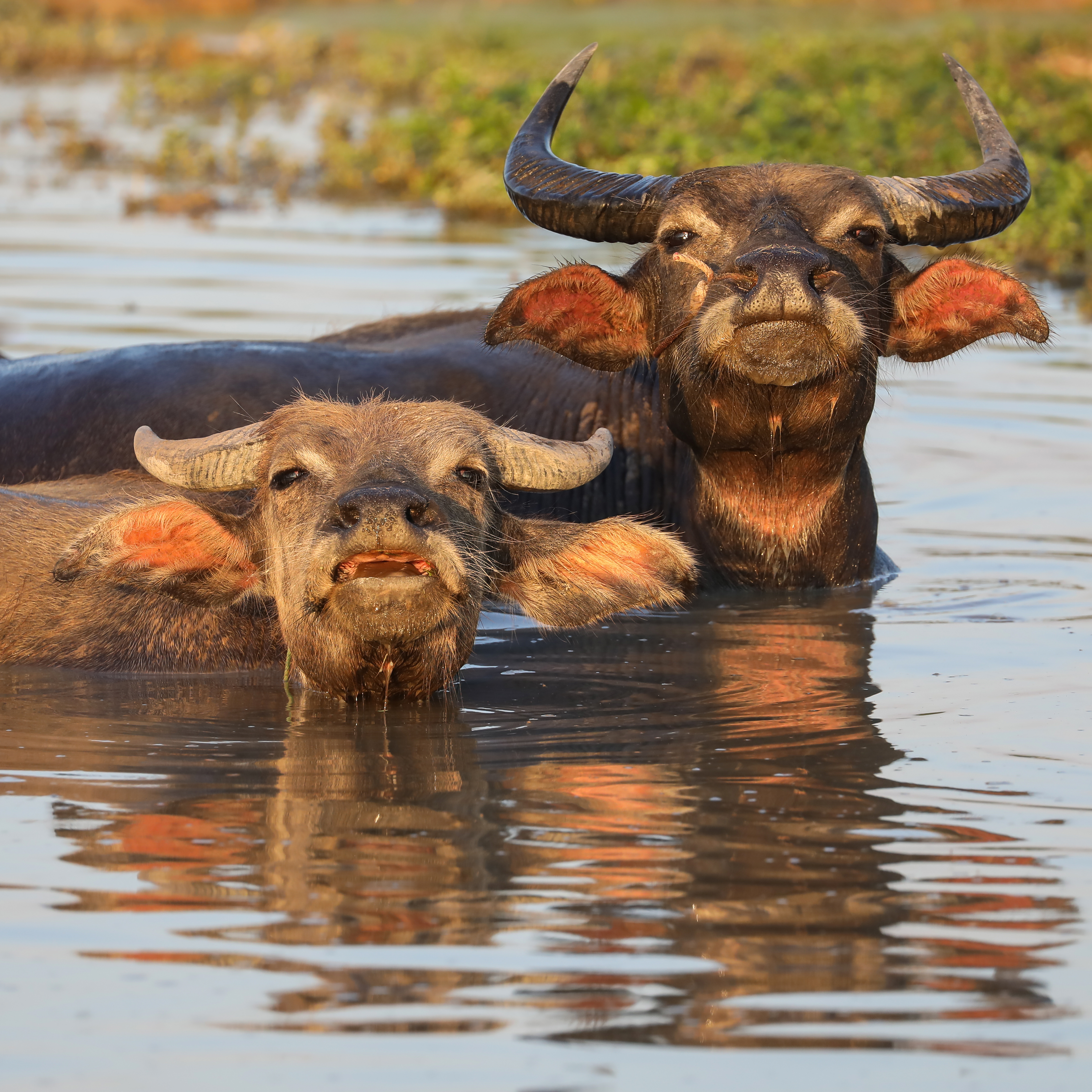
Dos búfalos de agua en Laos con su ternero.

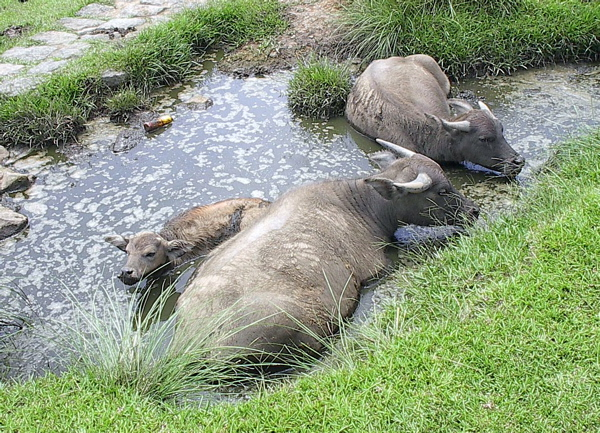

El búfalo de agua, búfalo común, búfalo indio o búfalo asiático (Bubalus bubalis) es un mamífero herbívoro que pertenece a la familia de los bóvidos. Tiene su origen en el sudeste de Asia y al subcontinente indio, donde se han encontrado fósiles de sus antepasados. 
Existen dos variedades principales: el búfalo doméstico y el búfalo salvaje. El búfalo doméstico se ha adaptado a diferentes climas y regiones, y se utiliza para la producción de carne, leche, cuero y como animal de tiro. El búfalo salvaje, en cambio, está en peligro de extinción y solo se conserva en algunas áreas protegidas de Asia. 

## Características
Se trata de un bóvido bastante grande, de 1,8 metros de altura a la cruz y que alcanza excepcionalmente los 1.2 toneladas de peso en el caso de los machos. Las hembras son más pequeñas y nunca superan la tonelada. Gran parte del cuerpo está desprovisto de pelo o lo presenta rígido y en muy corta longitud, siendo su color variable desde el blanco hasta el negro. Los cuernos están aplanados y se curvan hacia atrás, con las puntas muy separadas, llegando a 1,2 metros de separación máxima entre una punta y otra.

## Historia natural
El apelativo de «búfalo acuático» o «búfalo de agua» procede de su preferencia por las áreas encharcadas o pantanosas, donde se sumerge parcialmente y camina sobre el lodo del fondo sin dificultad, gracias a sus anchas pezuñas que le impiden hundirse en exceso. 
Puede ser peligroso en estado salvaje, pero es un animal muy dócil cuando ha sido domesticado. El búfalo de río es un excelente productor de leche, mientras que el de pantano a menudo se cría para carne y transporte.

## Taxonomía

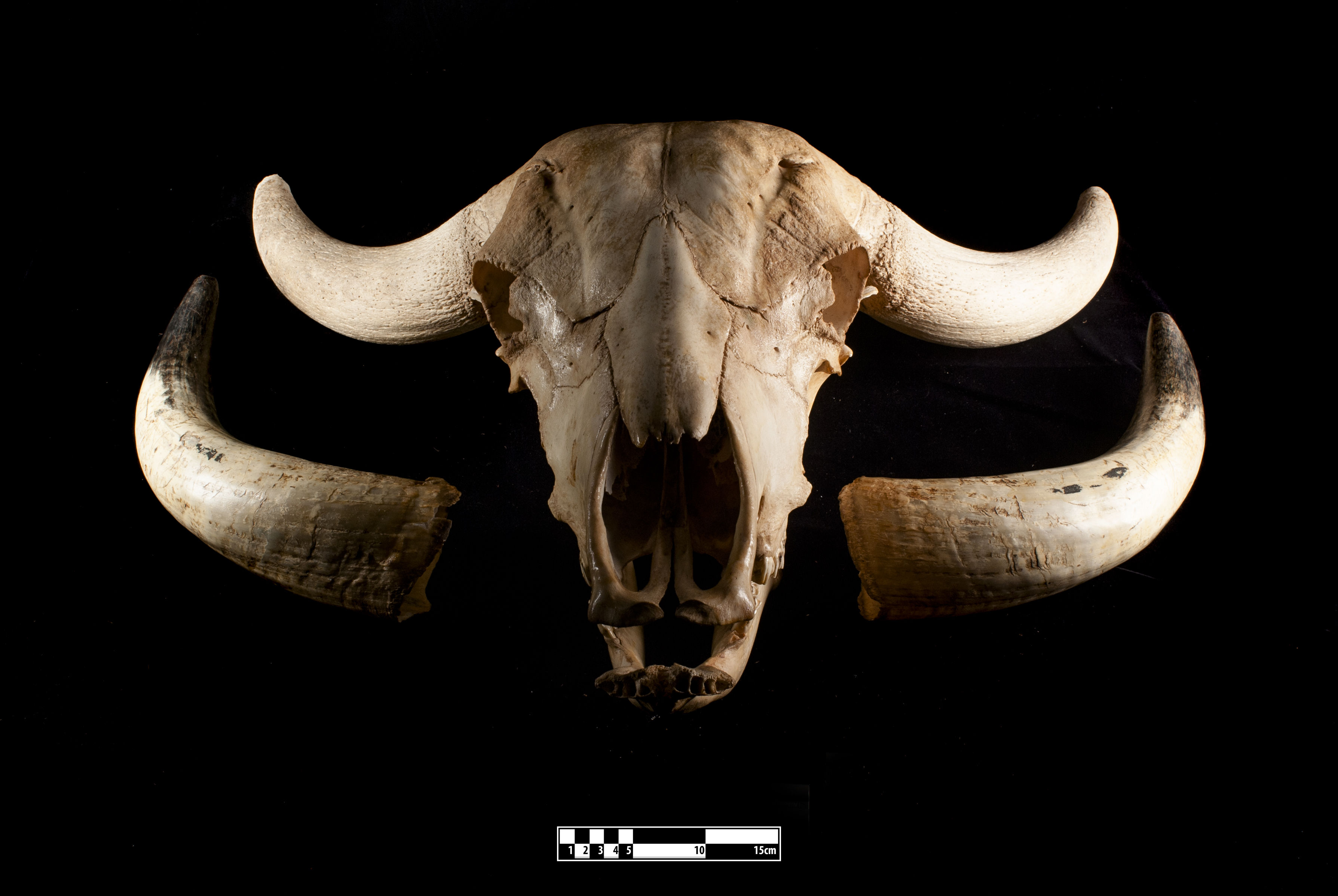
Un cráneo de búfalo de agua.

Linneo describió por primera vez el género Bos y el búfalo de agua bajo la nomenclatura binominal Bos bubalis en 1758; se sabía que la especie se encontraba en Asia y se mantuvo como forma doméstica en Italia.
 Ellerman y  Morrison-Scott trataron las formas salvajes y domésticas del búfalo de agua como conespecíficos, mientras que otros autores las trataron como especies diferentes. El tratamiento de nomenclatura binominal  de las formas silvestres y domésticas ha sido inconsistente y varía entre autores e incluso dentro de las obras de autores individuales.
En marzo de 2003, la Comisión Internacional de Nomenclatura Zoológica logró coherencia en la denominación de los búfalos de agua domésticos y salvajes al dictaminar que el nombre científico  Bubalus arnee  es válido para la forma salvaje.  B. bubalis  sigue siendo válida para la forma doméstica y se aplica también a las poblaciones salvajes.

## Subespecies
Se conocen seis subespecies de Bubalus bubalis:
- Bubalus bubalis bubalis
- Bubalus bubalis carabanesis
- Bubalus bubalis fulvus
- Bubalus bubalis kerabau
- Bubalus bubalis migona
- Bubalus bubalis theerapati

Existe cierta división de opiniones entre los zoólogos en lo que se refiere a las subespecies del búfalo indio. Algunos reconocen solo dos: el búfalo indio de río o común (B. b. bubalis) distribuido por India, Pakistán, China y el Cercano Oriente, y el carabao, búfalo de pantano o filipino (B. b. carabanensis), presente en Indochina, Malasia, Borneo, Taiwán y las islas Filipinas.[cita requerida] Estas dos subespecies tienen un número de cromosomas distinto (50 en el caso del búfalo de río y 48 en el de pantano), pero el hecho de que en los dos casos sean números pares produce que los cruzamientos sean fértiles. Tampoco se observan grandes diferencias externas entre uno y otro. En el búfalo de río existe un sinnúmero de razas, como el Mediterráneo de Italia, el Nili-Ravi de la India y el Trinitario o buffalypso caribeño, mientras que el búfalo de pantano sólo tiene una raza en común.
En Filipinas, además, vive el tamarao o búfalo enano de Mindoro (Bubalus mindorensis), de solo 1,1 metros de altura, que es una especie diferente.

## Ecología y comportamiento

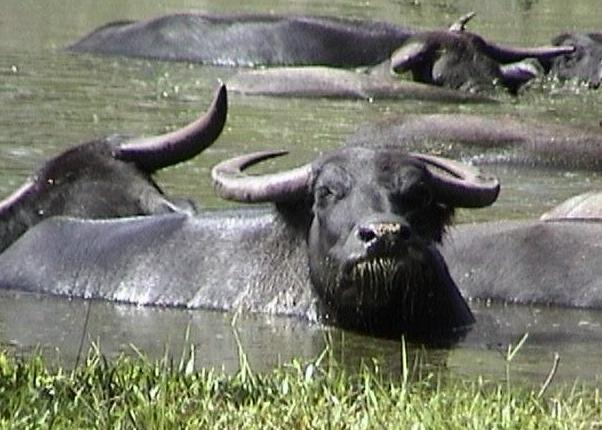
Búfalos de agua en el agua.

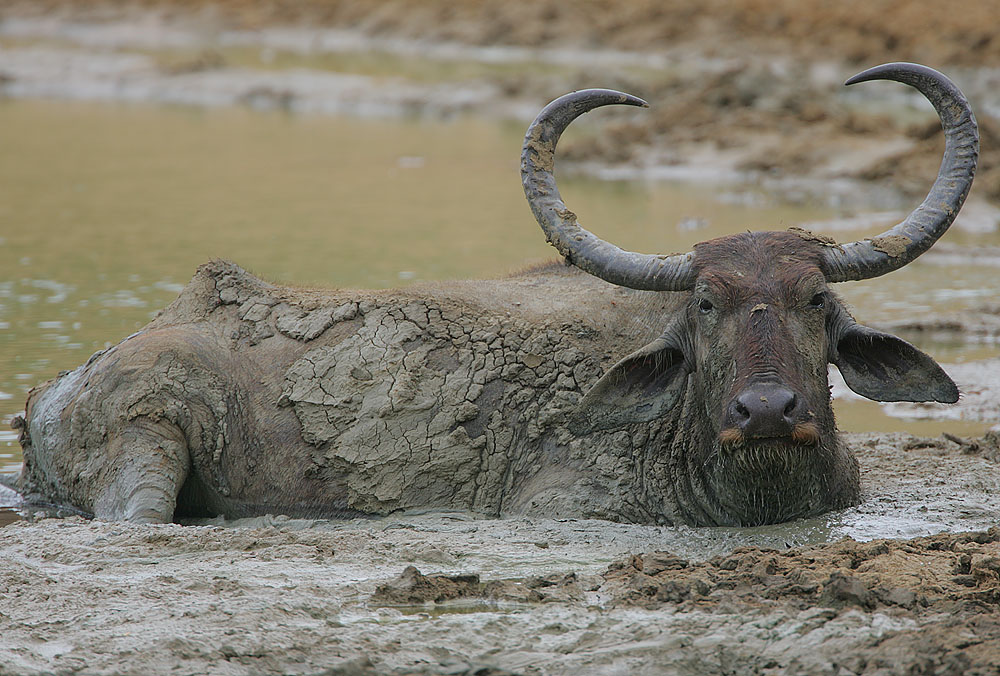
Búfalo de agua revolcándose en el barro.

Los búfalos de río prefieren aguas profundas. Los búfalos de pantano prefieren revolcarse en lodazales, que hacen con sus cuernos. Al revolcarse, adquieren una gruesa capa de barro. Ambos están bien adaptados a un clima cálido y húmedo con temperaturas que oscilan entre 0 °C (32,0 °F; 32,0 °F) en el invierno a 30 °C (86,0 °F; 86,0 °F) y mayor en el verano. La disponibilidad de agua es importante en climas cálidos, ya que necesitan revolcaderos, ríos o salpicaduras de agua para ayudar en la termorregulación. Algunas razas de búfalos de agua están adaptadas al agua salina de las costas y a terreno arenoso salino.

### Dieta
Los búfalos de agua consumen muchas plantas acuáticas. Durante las inundaciones, pastan sumergidos, levantando la cabeza por encima del agua y llevando cantidades de plantas comestibles. Los búfalos de agua comen plantas como cañas,  Arundo donax , una especie de Cyperaceae,  Eichhornia crassipes , y Juncaceae. Algunas de estas plantas son de gran valor para la población local. Otros, como E. crassipes y A. donax , son un problema importante en algunos valles tropicales y al comerlos, los búfalos de agua pueden ayudar a controlar estas plantas invasoras.
Los forrajes verdes se utilizan ampliamente para la producción intensiva de leche y para el engorde. Muchos cultivos forrajeros se conservan como heno, paja o pulpa. Los forrajes incluyen alfalfa, las hojas, tallos o recortes de plátano, yuca, Mangelwurzel, esparto,  Leucaena leucocephala  y kenaf, maíz, avena s,  Pandanus , maní, sorgo, soja, caña de azúcar, bagazo, y nabos. Se ha dado a búfulos de forma segura pulpa de cítricos y desechos de piña. En Egipto, se alimenta a las búfalas lecheras con dátiles enteros secados al sol en hasta un 25 % de la mezcla de alimento estándar.

### Reproducción

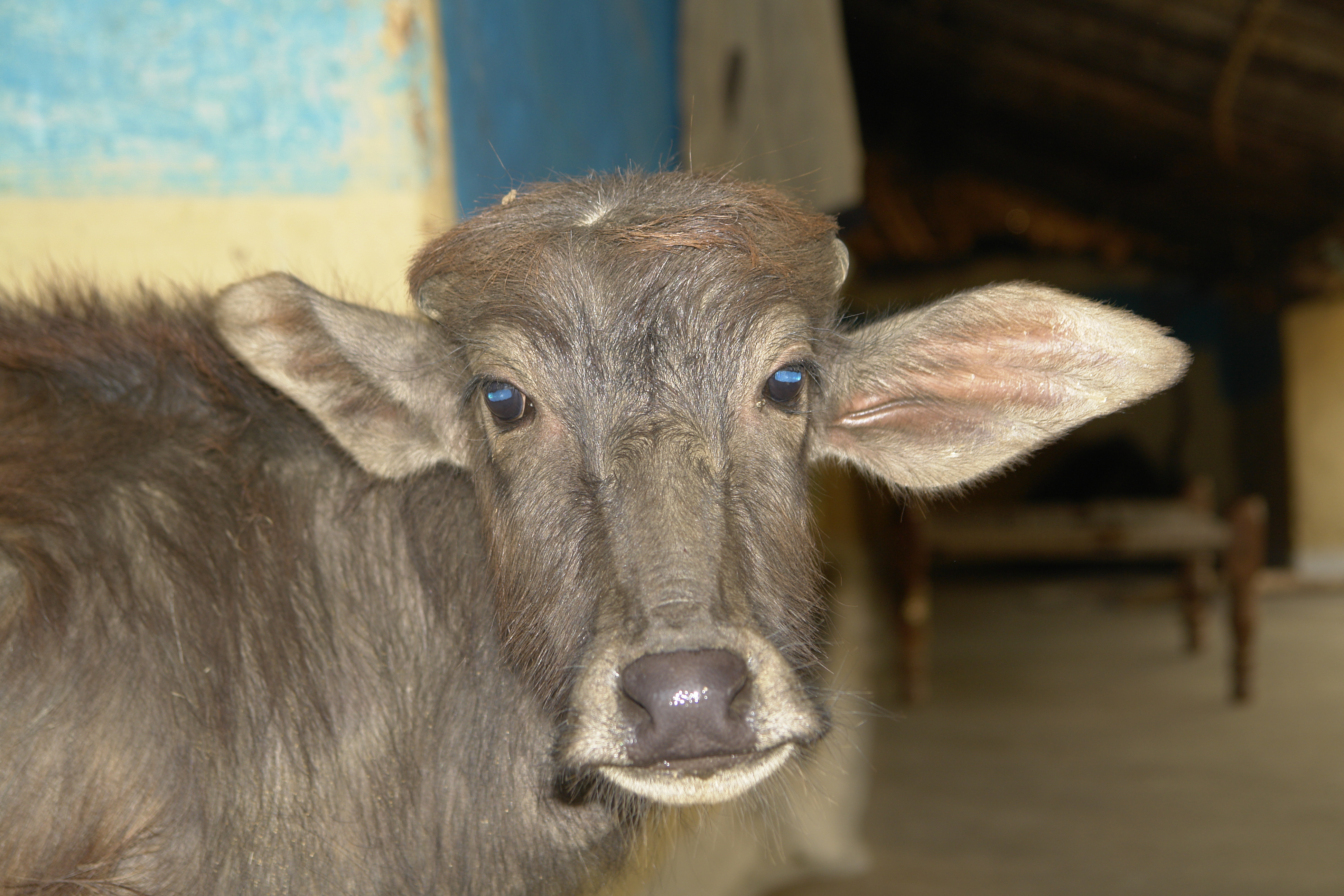
Una cría de búfalo de agua en India.

Los búfalos de pantano generalmente llegan a ser capaces de  reproducción a una edad más avanzada que las razas de río. Los machos jóvenes en Egipto, India y Pakistán se aparean por primera vez alrededor de los 3,0 a 3,5 años de edad, pero en Italia, se pueden usar desde los 2 años de edad. El comportamiento de apareamiento exitoso puede continuar hasta que el animal tenga 12 años o incluso más. Un buen macho de búfalo de río puede fecundar 100 hembras en un año. Se produce una fuerte influencia estacional en el apareamiento. El estrés por calor reduce la libido.
Aunque los búfalos de agua son poliestros, su eficiencia reproductiva muestra una amplia variación a lo largo del año. Las búfalas exhiben un cambio estacional distinto en cuanto al estro, la tasa de concepción y la tasa de  parto. La edad del primer estro de una novilla varía entre razas de 13 a 33  meses, pero el apareamiento en el primer celo suele ser infértil y por lo general se posterga hasta los 3 años. La gestación dura de 281 a 334 días, pero la mayoría de los informes dan un rango entre 300 y 320 días. Los búfalos de pantano portan a sus crías una o dos semanas más que los búfalos de río. No es raro encontrar búfalos de agua que continúan trabajando bien a la edad de 30 años, y se han registrado casos de una vida de trabajo de 40 años.

## Domesticación y expansión
Desde tiempos antiguos se le ha usado en el sudeste asiático preferentemente para tirar del arado, sobre todo en los arrozales, donde su capacidad para moverse en zonas encharcadas resulta muy útil y por ello es preferido a otros bovinos domésticos, como el cebú, el gayal o el banteng. En Europa (y especialmente en Italia meridional) también cumple esta función, además de producir la leche para el queso mozzarella usado en las pizzas. Asimismo se aprovechan la carne y la piel (últimamente, con bastante frecuencia para forrar los cascos de motociclistas).
Se cree que el búfalo fue domesticado en Harappa (Pakistán) antes del 1500 a. C. Hacia el año 600 fue introducido en Oriente Próximo y en Egipto; durante las Cruzadas o, más probablemente, en la época del Imperio otomano, en Bulgaria e Italia meridional; y en el siglo XIX lo hizo en el norte de Australia, donde se ha asilvestrado y desarrollado algunas diferencias en su aspecto respecto a sus antepasados de Indonesia, y además fue introducido en América. No obstante, Asia sigue acogiendo al 95 % de la población mundial de este animal en la actualidad.

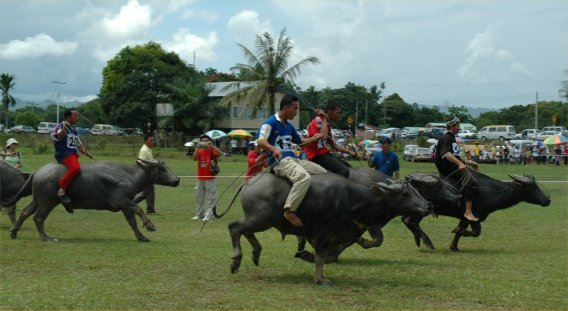
Carrera de búfalos en Babulang, Malasia, 2006.

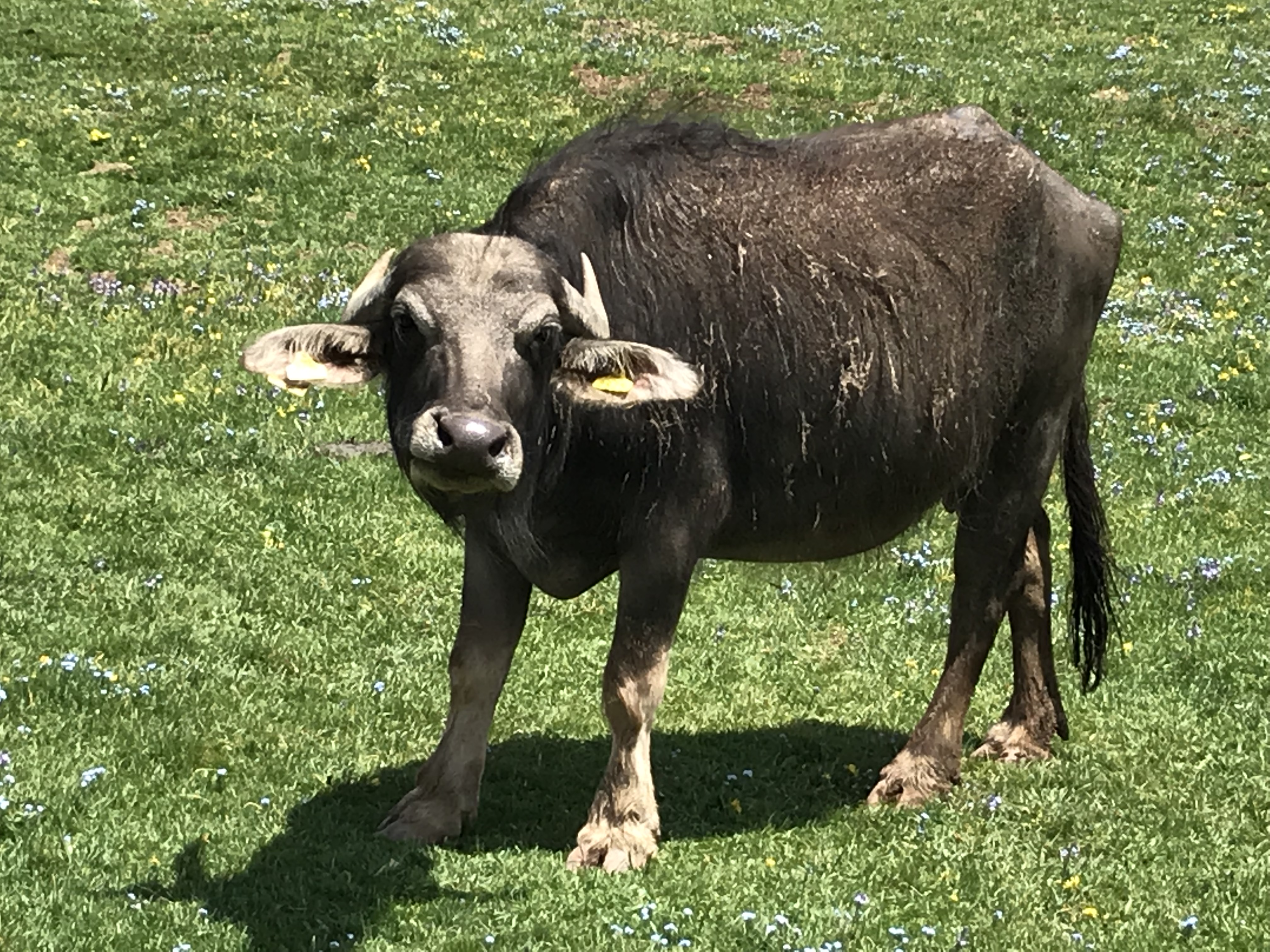
Búfalo de agua pastando en Turquía.

En 2011, la población mundial de búfalos de agua era de unos 172 millones La población mundial estimada de búfalos de agua es de 208 098 759 cabezas distribuidas en 77 países de los cinco continentes.
Hay presencia en Asia, en Europa y el Mediterráneo, en África, en Norteamérica y en Oceanía.

### Presencia en Sudamérica

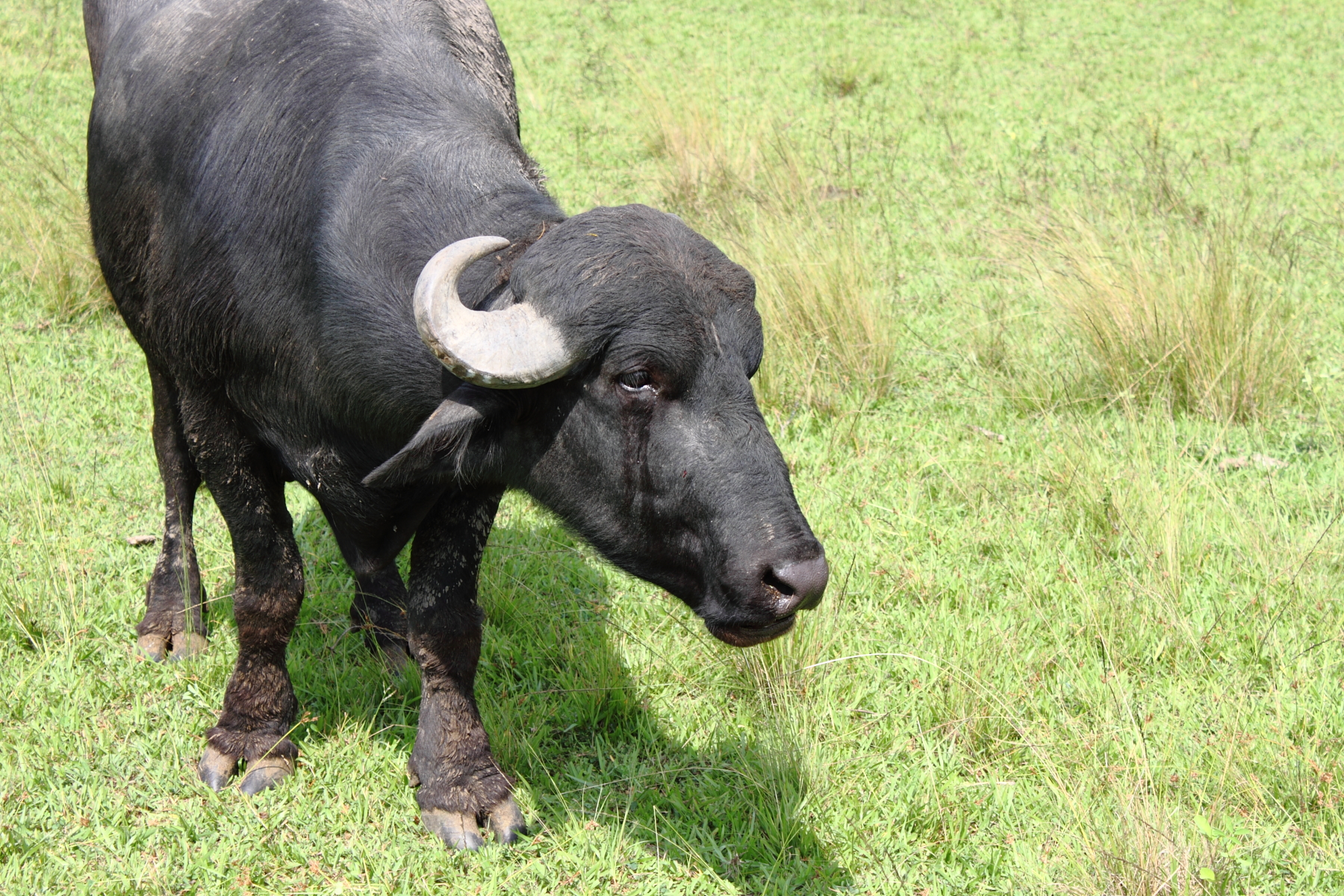
Un búfalo Murrah en una granja brasileña.

Los búfalos de agua se introdujeron en la cuenca del río Amazonas en 1895. Ahora se utilizan ampliamente allí para la producción de carne y lácteos. En 2005, la manada de búfalos de agua en la Amazonía brasileña ascendía a aproximadamente 1,6 millones de cabezas, de las cuales 460.000 estaban ubicadas en las llanuras aluviales del bajo Amazonas. Las razas utilizadas incluyen el Mediterráneo de Italia, Murrah y Jafarabadi de India, y el carabao de Filipinas. El número oficial de rebaños brasileños en 2019 es de 1,39 millones de cabezas.
Durante la década de 1970, se importaron pequeños rebaños en Costa Rica, Ecuador, Cayena, Panamá, Surinam, Guyana y Venezuela .
En Argentina, muchos ranchos de caza crían búfalos de agua para la caza comercial. [cita requerida]
Otros rebaños importantes en América del Sur son Colombia (> 300.000), Argentina (> 100.000) y Venezuela con informes no confirmados que van desde 200 a 500 mil cabezas

## Conservación
La especie no se considera en peligro (se estima que debe haber unos 141 millones de búfalos domésticos solo en el continente asiático), pero su existencia como animal salvaje peligra cada día más debido a la desaparición del bosque tropical. En libertad, los búfalos se mueven en manadas de escaso tamaño y solo cuentan con el tigre como depredador frecuente. Más raramente, los búfalos caen víctimas del cocodrilo marino, los leopardos y las manadas de cuones  y de dingos que siempre están molestando a las crías. En Indonesia y las islas adyacentes, los búfalos son a menudo devorados, lenta y parcialmente, por el  dragón de Komodo.
El búfalo indio se considera el animal nacional de Filipinas y Vietnam.

### Productos lácteos

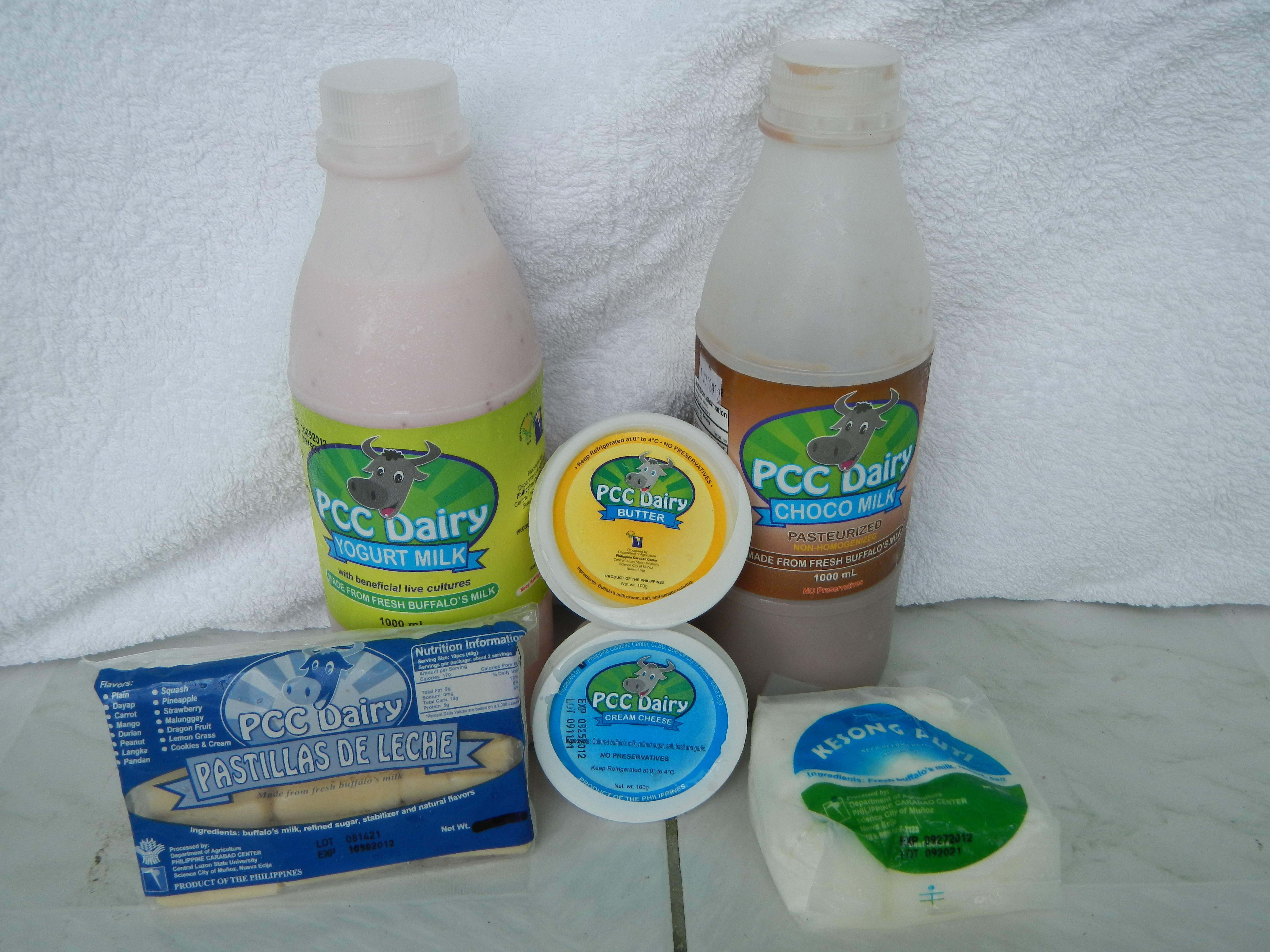
Productos lácteos de leche de búfala de agua

La leche de búfala de agua presenta características fisicoquímicas diferentes a las de otras especies de rumiantes, como un mayor contenido de ácidos grasos y proteínas. Los parámetros físicos y químicos de la leche de búfala de agua de tipo pantanoso y de río difieren.
La leche de búfala de agua contiene niveles más altos de sólidos totales, proteína cruda, grasa de leche, calcio y fósforo, y un contenido ligeramente más alto de lactosa en comparación con los de leche de vaca. El alto nivel de sólidos totales hace que la leche de búfala de agua sea ideal para procesarla en productos lácteos de valor agregado como el queso. El contenido de ácido linoleico conjugado (CLA) en la leche de búfala de agua osciló entre 4,4 mg/g de grasa en septiembre y 7,6 mg/g de grasa en junio. Las estaciones y la genética pueden desempeñar un papel en la variación del nivel de CLA y los cambios en la composición bruta de la leche de búfala de agua.
La leche de búfala de agua se procesa en una gran variedad de productos lácteos.